# Minnesota Timberwolves 2002-2003
La stagione 2002-03 dei Minnesota Timberwolves fu la 14ª nella NBA per la franchigia.
I Minnesota Timberwolves arrivarono terzi nella Midwest Division della Western Conferencecon un record di 51-31. Nei play-off persero al primo turno con i Los Angeles Lakers (4-2).

## Roster
| N° | Naz.                   | Ruolo | Sportivo            | Anno | Alt. | Peso |
| -- | ---------------------- | ----- | ------------------- | ---- | ---- | ---- |
| 1  | Stati Uniti (bandiera) | G     | Rod Strickland      | 1966 | 191  | 79   |
| 3  | Stati Uniti (bandiera) | AC    | Loren Woods         | 1978 | 216  | 111  |
| 8  | Slovenia (bandiera)    | G     | Radoslav Nesterovič | 1976 | 213  | 112  |
| 9  | Stati Uniti (bandiera) | G     | Kendall Gill        | 1968 | 196  | 88   |
| 10 | Stati Uniti (bandiera) | A     | Wally Szczerbiak    | 1977 | 201  | 111  |
| 16 | Stati Uniti (bandiera) | G     | Troy Hudson         | 1976 | 185  | 77   |
| 20 | Stati Uniti (bandiera) | A     | Gary Trent          | 1974 | 203  | 113  |
| 21 | Stati Uniti (bandiera) | A     | Kevin Garnett       | 1976 | 211  | 100  |
| 25 | Stati Uniti (bandiera) | C     | Marc Jackson        | 1975 | 208  | 122  |
| 29 | Stati Uniti (bandiera) | G     | Mike Wilks          | 1979 | 178  | 84   |
| 32 | Stati Uniti (bandiera) | A     | Joe Smith           | 1975 | 208  | 102  |
| 35 | Stati Uniti (bandiera) | A     | Reggie Slater       | 1970 | 201  | 98   |
| 36 | Jugoslavia (bandiera)  | G     | Igor Rakočević      | 1978 | 191  | 83   |
| 44 | Stati Uniti (bandiera) | G     | Anthony Peeler      | 1969 | 193  | 94   |

## Staff tecnico
- Allenatore: Flip Saunders
- Vice-allenatori: Greg Ballard, Jerry Sichting, Randy Wittman, Don Zierden